# Irena Rüther-Rabinowicz

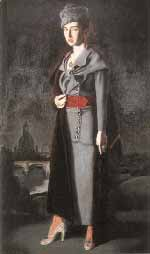
Irena Rüther-Rabinowicz, Porträt von Fritz Max Hofmann-Juan, 1935

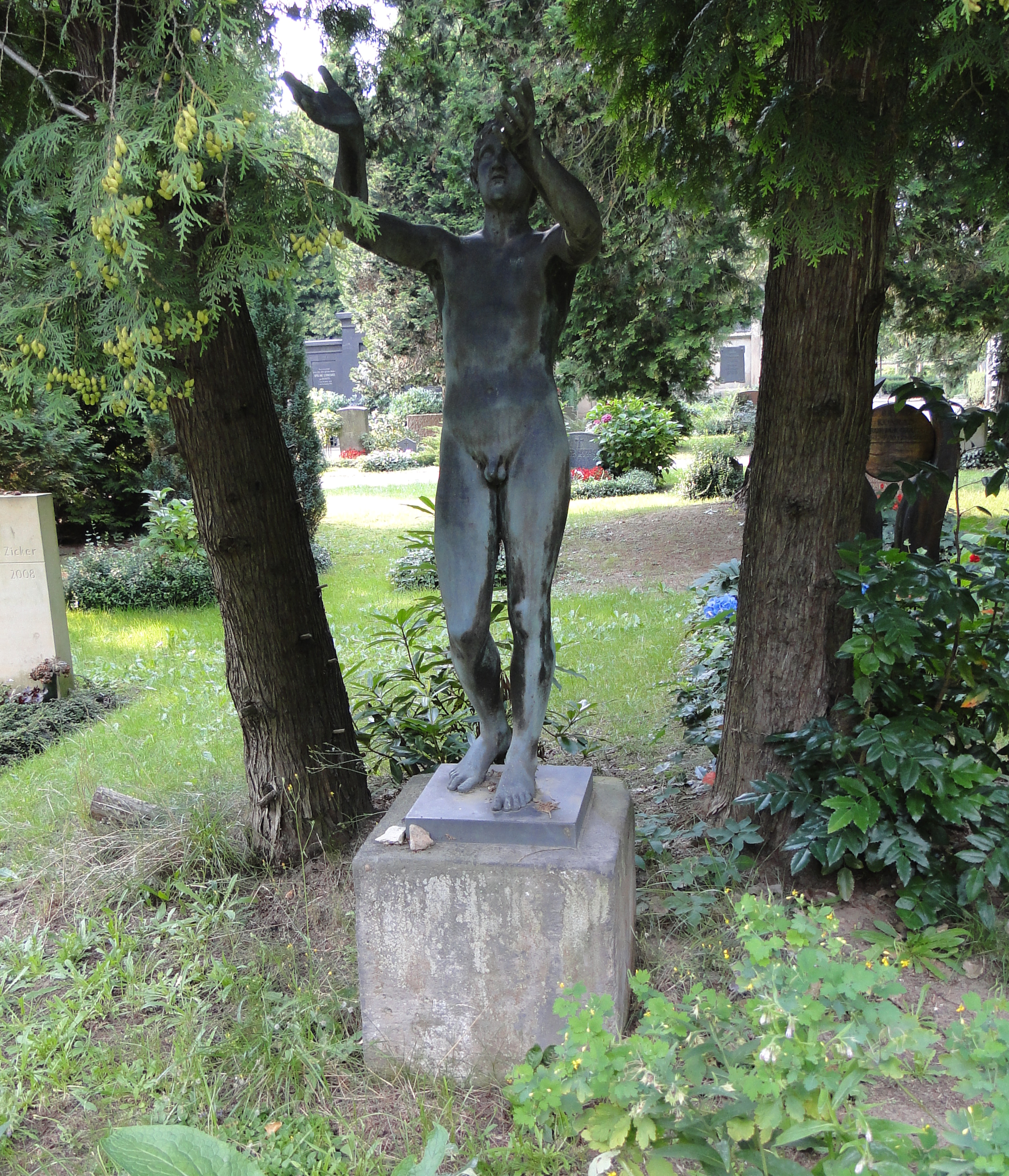
Grab von Irena Rüther-Rabinowicz vor dem Diebstahl der Grabfigur im Oktober 2013

Irena Rüther-Rabinowicz (auch Irena Zimmermann-Rüther, geboren 22. September 1900 in Köln; gestorben 31. Dezember 1979 in Dresden) war eine deutsche Malerin.

## Leben
Irena Rüther-Rabinowicz wuchs in Köln und Chemnitz in einer wohlhabenden jüdischen Familie auf. 1916 besuchte sie in Dresden die höhere Töchterschule und verschiedene private Malschulen. Im Jahr 1919 wurde sie als erste Frau an der Kunstakademie Dresden immatrikuliert. Bis 1922 studierte sie dort unter anderem bei Otto Gussmann und Fritz Max Hofmann-Juan, der sie finanziell unterstützte und mit dem sie ihr Leben lang eine enge Freundschaft unterhielt. Ihre Mitstudenten waren unter anderen Otto Dix, Peter August Böckstiegel, Otto Griebel, Bernhard Kretzschmar sowie Hubert Rüther, den sie 1921 heiratete.
Ab 1922 arbeitete sie als freischaffende Künstlerin in Dresden. Sie porträtierte unter anderen die Künstler Antonia Dietrich, Richard Tauber und Theo Adam. Studienreisen, die sie meist gemeinsam mit Fritz Hofmann-Juan unternahm, führten sie nach Belgien, Italien und Spanien.
Im Jahr 1934 wurden sie und ihr Mann mit einem Ausstellungs- und Berufsverbot belegt. Ihr Mann weigerte sich, sich von ihr zu trennen, um die sogenannte Mischehe zu beenden. 1943 wurde sie zu Zwangsarbeiten in einer Kartonfabrik verpflichtet. 1945 wurde sie für den Transport am 16. Februar vorgesehen, mit dem die etwa 100 noch in Dresden verbliebenen Juden ins KZ Theresienstadt deportiert werden sollten. Durch die Luftangriffe auf Dresden am 13. Februar 1945 wurde das jedoch verhindert. Ihr gelang die Flucht, da das Gefängnis, in dem sie inhaftiert war, von einer Bombe getroffen wurde. Ihr Mann starb im September 1945 durch Selbsttötung. Später heiratete sie den Arzt W. Zimmermann und ließ ihren Namen in Zimmermann-Rüther ändern.
Sie wurde 1951 mit dem Nationalpreis der DDR ausgezeichnet.
Irena Rüther-Rabinowicz wurde auf dem Loschwitzer Friedhof beigesetzt. Im Oktober 2013 wurden auf mehreren Friedhöfen in Dresden Grabskulpturen aus Buntmetall gestohlen, darunter auch die Skulptur von Irena Rüther-Rabinowicz’ Grab, eine Kopie der griechischen Statue Betender Knabe.
Werke Irena Rüther-Rabinowicz’ befinden sich u. a. in der Dresdener Galerie Neue Meister. und in den Städtischen Sammlungen Freital auf Schloss Burgk.

## Fotografische Darstellung Rüther-Rabinowicz’
- Li Naewiger: Irene Rüther-Rabinowicz beim Malen in Atelier (um 1955; aus einer Serie von Aufnahmen)[4]

## Weitere Werke (Auswahl)
- Blumenstillleben in Vase (1919, Öl auf Leinwand)
- Bildnis eines jungen Mädchens (1925, Öl auf Leinwand)
- Hofmann-Juan, (um 1930, Feder- und Pinselzeichnung in Tusche)
- Hubert Rüther (ausgestellt 1946 auf der Kunstausstellung Sächsische Künstler)[5]
- Dr. Runia Scheuer (1949, Öl, 80 × 65 cm; auf der Ausstellung „Frauenschaffen und Frauengestalten in der bildenden Kunst“)
- Selbstbildnis (Öl; ausgestellt 1945/1946 auf der Ausstellung Freie Künstler. Ausstellung Nr. 1)[6]
- Bildnis eines Mannes (1949, Bleistiftzeichnung)
- Martin Andersen Nexö (1952, Öl)
- Hermann Matern (1952, Öl; auf der Dritten Deutsche Kunstausstellung)
- Lissy Tempelhof in der Rolle der Heiligen Johanna der Schlachthöfe von Brecht (1963, Öl)[7]

## Ausstellungen (unvollständig)

### Einzelausstellungen
- 1975: Dresden, Galerie Kunst der Zeit (mit Herta Günther und Maria Teichmann)

#### Postum
- 2024: Dresden, Städtische Galerie („Irena Rüther-Rabinovicz – auf den Spuren einer jüdischen Künstlerin“)

### Teilnahme an zentralen und regionalen Ausstellungen in der sowjetischen Besatzungszone und in der DDR
- 1945/1946: Dresden, Freie Künstler. Ausstellung Nr. 1
- 1946: Berlin, I. Deutsche Kunstausstellung der Deutschen Zentralverwaltung für Volksbildung
- 1946: Dresden, „Kunstausstellung Sächsische Künstler“[8]
- 1949 und 1953 Dresden, 2. und Dritte Deutsche Kunstausstellung
- 1951: Berlin, Museumsbau am Kupfergraben, „Künstler schaffen für den Frieden“
- 1960: Berlin, Pavillon der Kunst („Frauenschaffen und Frauengestalten in der bildenden Kunst. 50 Jahre Internationaler Frauentag“)